# Литъл Драгън
Little Dragon е трип-хоп/електронна група базирана в Гьотеборг, Швеция. Нейни членове са шведско-японската певица Юкими Нагано, Ерик Бодин, Фредрик Келгрен Валин и Хокан Виренстранд. През 2006 квартетът издава двойният сингъл „Twice/Test“. На следващата година групата подписват с британския независим лейбъл Peacefrog Records и издават едноименния си дебютен албум на 3 септември 2007.
След издаването на първия си студиен запис Little Dragon получават множество покани за участие в Европа, сред които и в България като част от фестивала Park Live през 2009, когато подгряват трип-хоп изпълнителя Трики. Към няколко песни от дебютния им албум са заснети видеоклипове („Test“, „Twice“, „Constant Surprises“, „After the Rain“ and „Fortune“). Сингълът им „Twice“ е използван в епизод от петия сезон на американския медицински сериал „Анатомията на Грей“. На 26 януари във Великобритания е издаден двойният сингъл „Fortune/Blinking Pigs“, който предшества издаването на втория студиен албум „Machine Dreams“ на 31 август същата година.
Членовете на групата са участвали в различни колаборации:
- Нагано пее в няколко от песните включени в албумите „Waltz for Koop“ и „Koop Islands“ на шведското джаз дуо Koop.
- Ерик Бодин е част от състава, с който шведския фолк изпълнител Хосе Гонзалес изнася концерти. Нагано от своя страна е беквокалистка във втория студиен албум на Гонзалес „In Our Nature“.
- Юкими, Фредрик и Хокан записват съвместно с виртуалната британска група Gorillaz песните „Empire Ants“ и „To Binge“, включени в третия им студиен албум „Plastic Beach“.
- Юкими пее в песента „If You Return“ на Maximum Balloon, соло проектът на китариста на американската алтернативна група TV On the Radio.
- Нагано пее в няколко песни на шведските електронни групи Hird и Swell Session.

## Дискография
| Албум |
| --- |
| Little Dragon - Тип: студиен - Издаден на: 3 септември 2007 - Сингли: Twice/Test, Constant Surprises, Recommendation |
| Machine Dreams - тип: студиен - издаден на: 31 август 2009 - Сингли: Fortune"/"Blinking Pigs, Feather"/"Stranger     |